# Оноприев, Владимир Иванович
Владимир Иванович Оноприев (род. 10 ноября 1936) — доктор медицинских наук, профессор, заслуженный врач РФ, заслуженный деятель науки РФ. Лауреат государственной премии РФ за 2000 год, награждён орденом «За заслуги перед Отечеством» IV степени (2006), Герой Труда Кубани. Академик РАЕ.
Создал органосохраняющую и органовосстанавливающую операцию — разновидность дуоденопластики, позволяющую сохранить как анатомию, так и функцию желудка (операции при язвенной болезни с сохранением желудочного пищеварения и дуоденального транзита), разработал новые варианты пилороантрумсохраняющих резекций желудка, усовершенствовал методику панкреатодуоденальной резекции.
Его биография была опубликована издательством Кембриджского международного биографического центра в книге «Выдающиеся люди»[значимость факта?].

## Биография
Родился 10 ноября 1936 года, в многодетной семье, в ст. Рязанской Белореченского района Краснодарского края. Отец — Оноприев Иван Андеевич (1907—1980), мать — Оноприева (Любичева) Мария Максимовна (1910—1998). В семье было шестеро детей, из них он был третьим. Четыре года учился в хуторской начальной школе, следующие пять лет в Рязанской средней школе, получил 10-летние образование в средней школе села Великовечного.
В 1959 году женился на однокурснице Ольге Сергеевне Дусаровой (36 г.р.), с которой никогда не разлучался, имеет двоих сыновей, которые пошли по родительским стопам и работают в медицине.. Александр (1960 г.р.) профессор — хирург. Владимир (1969 г.р.) — профессор — патофизилог.
1955—1960 г. — поступил и окончил Кубанский медицинский институт им. Красной армии.
Был единственным студентом, которому кроме диплома врача, было выдано удостоверение хирурга за подписью главного хирурга края профессора Г. Н. Лукьянова и профессоров-хирургов И. А. Агеенко и Ю. С. Гилевича.
Это удостоверение открыло самостоятельный путь в экспериментально-клиническую хирургию.
Со студенческой скамьи он вынашивал идею отойти от калечащей хирургии органов пищеварения и замениить её на органосохраняющую и органосоздающую.
- 1960—1963 гг. — главный врач, главный хирург и уролог в Горько-Балковской участковой больнице Новопокровского района Краснодарского края.

В это период, председатель местного колхоза Павел Семёнович Чуприна изыскал деньги и произвёл реконструкцию больницы и построил здание экспериментальной медицинской лаборатории и закупил оборудование. По сути участкова больница превратилась в мини-институт хирургии в которым по тем временам было самое современное оборудование.

### Научное направление
В это период определилось основное научное, медицинское направление деятельности Оноприева В. И. :
- Хирургическая патоморфология
- патофизиология заболеваний органов пищеварения.

### 1975 год — Второе мировое достижение в хирургии
- 1975 год — Оноприев выполнил мостовидную радикальную дуоденопластику при кровоточащей предельно низкой дуоденальной язве двенадцатиперстной кишки (с сохранением привратника и луковицы) и понял, что открыл новое чрезвычайно важное для хирургии осложнённых язв «органосохраняющее направление», для развития которого уже было нужно создавать НИИ. Подобные операции до сих пор не под силу никому в мире, кроме В. И. Оноприева и его учеников. Ему стало понятно, что ему нужно переходить на более высокий уровень — НИИ хирургии.
- 1977 г. — защитил докторскую диссертацию.
- 1977—1991 гг. — заведующий кафедрой общей хирургии Кубанского государственного медицинского института.

### Научная и медицинская деятельность
- Инициатор и создатель органосохраняющего, органовосстанавливающего и органосоздающего научного направления в хирургической гастроэнтерологии.
- Инициатор и создатель отечественной школы функциональной хирургической гастроэнтерологии.
- Автор двух крупных научных открытий, 735 печатных работ, 9 монографий, 17 сборников научных работ, 66 патентов на изобретения.
- Был научным руководителем более 69 кандидатских более 15 докторских диссертаций.
- Лично выполнил более 6000 операций на органах брюшной и грудной полостей.
- Редактор от России международного журнала «Гепатогастроэнтерология».

### Встреча сМедуновым С. Ф.
По идее профессора Ю. С. Гилевича и выдающего русского хирурга, академика Б. В. Петровского, руководство Ставропольского края пригласило В. И. Оноприева для создания НИИ органосохраняющей хирургии на Кавказских минеральных водах. О необходимости создания такого института писали хирурги ещё до революции 1917 года.
Началась подготовка к переезду. Однако, об этих планах стало известно Первому секретарю Краснодарского крайкома КПСС С. Ф. Медунову, который заинтересовался проектом создания НИИ органосохраняющей хирургии с огромным диагностическим центром для развития нового направления в Краснодарском крае. Медунов С. Ф. незамедлительно принял решение что такое НИИ требуется строить и в г. Краснодаре, утвердил планы строительства и убедил В. И. Оноприева остаться в крае, чтобы построить и возглавить это НИИ.
Большую помощь В. И. Оноприеву в осуществлении идеи создания НИИ начал оказывать академик Б. В. Петровский, который многократно приезжал в Краснодар, проводил в Краснодаре хирургические конференции, пленумы, помогал получить в академии и в министерствах получить согласие и материальное обеспечение проекта создания института.
Главным советником был академик В. С. Савельев, а исполнителями : председатель крайисполкома Г. П. Разумовский и его первый заместитель М. П. Морева.
Когда по решению Медунова С. Ф. Оноприев В. И., Г. П. Разумовский и М. П. Морева, приступили к созданию в Краснодаре института хирургии, Сергей Фёдорович предупредил 
«… делайте всё тихо, иначе Оноприева уничтожат чиновники с его же коллегами. Ко мне уже приходил зав. крайздравотделом и убеждал в том, что „нам ещё не до институтов, у нас не хватает ещё коек в практическом здравоохранении, вот этим и надо заниматься, а не каким-то институтом“ и т. д.
Я их больше не буду принимать. … Помните, в этом святом деле я всегда с вами»
Однако, созданию НИИ в Краснодаре не суждено было состояться. В 1982 году Медунов С. Ф. был со скандалом отстранён от должности, с предъявлением ему обвинений в коррупции. Этим обвинениям Оноприев В. И. не поверил, так как он был свидетелем другого — всего за девять лет руководства Медунов С. Ф.
«… окружил любовью и заботой своих сельхозакадемиков, и они совершали чудеса. Он открыл (в Краснодаре) более 20 сельхоз НИИ и лабораторий»
Конечно позже, все обвинения с Медунова С. Ф. были сняты, но его отсутствие на должности нанесло непоправимый ущерб многим проектам, которые он поддерживал, одним из таких проектов было «создание НИИ органосохраняющей хирургии на Кубани».

### Встреча сВоротниковым В. И.
1982 год — На должность Первого секретаря Крайкома КПСС, в июле, был избран Воротников В. И..
Об этом периоде, Оноприев В. И., позже написал -
"В первую же неделю пребывания его (Воротников В. И.) на этом посту, июльским вечером (1982г), ворвалась в его кабинет большая делегация (противников НИИ). Это были те, кого Медунов, хорошо знавший, в чём его будут убеждать, почему, зачем. Давно принявший собственное решение, он просто не хотел терять время на пустопорожние дебаты.
Воротников В. И., человек вовсе не плохой и не глупый, края (Краснодарского) ещё совсем не знал, медицинских проблем и подавно. Ему на это время не дали, в том и состоял замысел: успеть на «чистый лист» … подать «создание института как ещё одну ошибку „попавшего в опалу“ Медунова.
Передергивая направо и налево факты, извирая суть задуманной „перестройки“ хирургии, „работая на эмоциях“, бия себя в грудь, стеная по краевому здравоохранению, они убеждали Воротникова, что создание НИИ разоряет медицину края, что институт хирургии не будет здесь никому подчиняться, что краевых больных он лечить не будет, … что у нас негде дитешек лечить, что надо здание отдать под краевую детскую больницу и т. д.»
И уговорили-таки. Воротников приостановил организацию строительства Института хирургии. Временно, до выяснения обстоятельств. А выяснение это растянулось ровно на год его пребывания в краевой власти."

На сессии Верховного Совета РСФСР 24 июня 1983 года Воротников В. И. был назначен на пост Председателем Совета Министров РСФСР.

### Работа сРазумовским Г. П.
Когда Воротников В. И. приостановил организацию строительства НИИ, Разумовским Г. П. работал в Москве, поэтому основной удар приняли на себя Оноприев В. И. и Морева М. П.. У Оноприева В. И. на почве переживаний открылась язва желудка, приведшая к страшной, тяжкой болезни, «…из под которой с трудом вывернулся, жив остался, но последствия мучают до сих пор» — позже напишет Оноприев.
Но в 1983-м возвращается Разумовский, Георгий Петрович, теперь уже в роли Первого секретаря Краснодарского крайком КПСС. Он сразу же возобновил создание института, но теперь в виде «Центра хирургии органов груди и живота», причём на базе 2-й городской больницы Краснодара : половина её отдавалась новому центру с соответствующей перестройкой. А 10 млн у. е. федеральных денег решено потратить на оборудование — на создание крупного центра диагностики.
Большую поддержку созданию центра оказал и Дьяков Иван Николаевич, первый секретарь Краснодарского горкома, прекрасный руководитель и человек.

### Встреча сПолозковым И. К.
1985 год — Работа подходила к завершению, когда в Москву опять забрали Разумовского Г. П., а Дьякова И. Н. назначили первым секретарём в Астрахань.
Оставалось только закупить оборудование, на уже отпущенные деньги. Вот эти-то миллионы и поставили жирную точку на всех планах по созданию НИИ.
Впоследствии Оноприев В. И. напишет -
"Тогда мы темные, и ведать не ведали, что за приобретение оборудования зарубежные фирмы дают «откат», и слова-то такого ещё не знали, это теперь оно стало альфой и омегой любого дела в стране.
Но медицинские чиновники,… знали об этом прекрасно…. они кинулись к Полозкову И. К. — тогдашнему первому секретарю Краснодарского крайком КПСС.
Остановить их стенания можно было одним простым вопросом : а для кого собирается работать Оноприев со своим центром, не для Кубани ?
Но его было не кому задать. Почему-то. Ни Разумовского, ни Дьякова, ни Моревой не было уже в руководстве края.
И решил Полозков отдать все горбольнице — и помещение, и оборудование. Добрая половина этого оборудования долгие годы стояла в нераспакованных ящиках, поскольку в этой больнице не знали, что с ним делать.
Диагностический центр потихоньку превратился в магазин по продаже анализов, зачастую ненужных, устаревающих. Когда ко мне приходили с «мешками» анализов диагностического цента, я эти анализы даже не смотрел. Если человека три года обследовали там и так и не выявили диагноза, вследствие чего пациент получил хорошо оформившийся рак, зачем мне эти анализы.
"

### Создание ФГУ «Российский центр функциональной хирургической гастроэнтерологии» (РЦФХГ)
- 1990 г. — Оноприев В. И. избран Народным депутатом РФ, стал членом Комитета Верховного Совета РФ по охране здоровья, социальному обеспечению и физической культуре, вошёл в состав фракции «Свободная Россия», был членом группы «Медицинские работники», членом «Коалиции реформ».
- 1991—1994 гг. — Оноприев В. И. назначен ректором Кубанского медицинского института, подготовил его аттестацию на статус академии. Передал руководство институтом и подготовленной командой своему ученику, трансформировавшему академию в университет.
- 1994—2006 гг. — заведующий кафедрой абдоминальной хирургии и гастроэнтерологии ФАП университета.
- 1992 г. — инициатор и создатель Федерального государственного учреждения «Российский центр функциональной хирургической гастроэнтерологии» (РЦФХГ) (при Федеральное агентство по здравоохранению и социальному развитию).

Кроме непосредственно медицинских открытий и проведения хирургических операций, В. И. Оноприев считал своей обязанностью — создание уникального научно-учебно-лечебного объединения Российского центра функциональной хирургической гастроэнтерологии (РЦФХГ). Только в 1992 году эта инициатива была поддержана Министерством здравоохранения РФ, которое выделило более 80 млн.рублей на строительство отдельного 8-ми этажного здания в г. Краснодаре и закупку специального медицинского оборудования.
- 1992—2007 гг. — Оноприев назначен генеральным директором Республиканского центра функциональной хирургической гастроэнтерологии.

Центр (РЦФХГ) начал работать в 1992 году медицинскую и научную работу не дожидаясь постройки отдельного здания.
Со дня основания, в центре совместно работали две научные школы:
- клиническая (хирургов-гастроэнтерологов) — руководитель профессор В. И. Оноприева
- экспериментальная (физиологов-гастроэнтерологов руководитель профессор Г. Ф. Коротько.

Запуск центра гастроэнтерологии (РЦФХГ) и использование открытий Оноприева позволили :
- успешно лечить ранее неизлечимые сложные и тяжёлые заболеваний органов пищеварения.
- разработать новые уникальные хирургические технологии профилактики рака и лечения распространённых на магистральные сосуды раковых заболеваний органов пищеварения.
- получила развитие функциональная гастроэнтерология по открытиям Оноприева — это сохранение, ремонт и создание искусственных органов-посредников (клапанов-жомов): кардии, привратника., илеоцекальной заслонки, большого и малого дуоденального сосочков.
- разработать и применить более 200 новых технологий диагностики и лечения.
- добиться отсутствие послеоперационных осложнений и комфортное пищеварение без соблюдения диет.
- 2000 год — Оноприев лауреат Государственной премии РФ в области науки и техники, за монографию «Этюды функциональной хирургии язвенной болезни» (Указ Президента РФ от 26.12.2000 N 2084[4].
- 2004 год — Учредительный съезд Российского общества хирургов — гастроэнтерологов, своим постановлением определил РЦФХГ головным научно-учебным учреждением страны, а директора РЦФХГ профессора В. И. Оноприева избрал сопредседателем общества[5].
- 2006 год — Указом Президента РФ за № 1276 от 13.11.2006 г. Оноприев удостоен государственной награды — ордена «За заслуги перед Отечеством» IV степени.

### Создание Филиала РЦФХГ в Благовещенске Амурской области
- 1995 год — из г. Благовещенск, приехали два хирурга: Владимир Алексеевич Омельченко и Юрий Александрович Каргаполов, смотрели, знакомились и целый месяц ассистировали Оноприеву. Им понравились достижения Центра гастроэнтерологии, и они просили Оноприева создать филиал центра в Благовещенске[6], это было сделано, что привело к выполнению множества успешных хирургических операций для жителей этого города, что не осталось незамеченным со стороны органов государственной власти. В 1998 году, за заслуги в области здравоохранения, Указом Президента РФ, присвоено почётное звание ЗАСЛУЖЕННЫЙ ВРАЧ РОССИЙСКОЙ ФЕДЕРАЦИИ Омельченко, Владимиру Алексеевичу, а КАРГАПОЛОВ Юрия Александровича (главный хирург управления здравоохранения администрации Амурской области) награждён ОРДЕНОМ «ЗА ЗАСЛУГИ ПЕРЕД ОТЕЧЕСТВОМ» IV СТЕПЕНИ[7].

### Книга об Оноприеве В. И.
В 1994 году была издана книга «Хирург Оноприев: „Возьми своё право на жизнь“», автор Столовицкая Е. В.
В 1996 году, о хирурге Оноприева В. И., известный на Кубани поэт Неподоба, Вадим Петрович (1941—2005) написал книгу «Есть пророки в своём Отечестве».

### Результаты деятельности РЦФХГ созданного Оноприевым В. И.
Из письма общественности в адрес Председателю Правительства РФ, опубликованного в газете «Советская Россия» 04.10.2007 -

«
- За 15 лет в центре спасено более 50 тысяч человек и государству сохранено до 12 млрд рублей за счёт возвращения им трудоспособности.
- Ни одна клиника мира не владеет такими спасительными операциями.
- Сегодня над этим научным учреждением, его коллективом и его создателем — великим учёным-хирургом современности профессором В. И. Оноприевым нависла реальная угроза уничтожения»

- Под этим письмом поставили подписи:

Председатель Краснодарской региональной общественной организации ветеранов труда «Дети-сироты Великой Отечественной войны 1941—1945 гг.» — Я. К. ЛЮФИ,
ветераны войны и труда ЗАКУСИЛО В. И. и ВЕЛИЧКО Н. В.,
председатель совета ветеранов старейшин КОЛИСНИЧЕНКО А. И.;
Председатель Русской общины Кубани, сопредседатель Совета Старейшин Русского народа Краснодарского края, член президиума краевого ОПД «Отечество» (Кондратенко), заслуженный работник культуры Кубани, член Союза журналистов России ЕВДОКИМОВ В. В.
И ещё более 500 подписей.

## Другие звания, должности, награды, ордена и медали
АкадемикРАМТН, член-корреспондент Международной академии наук высшей школы (МАНВШ), член правления Российской ассоциации гастроэнтерологов, почётный член Всероссийского общества хирургов им. Н. И. Пирогова, лауреат премии имени А. Чижевского, председатель Правления Российской ассоциации гастроэнтерологов, член совета Европейской ассоциации торакальных хирургов, почётный член Кубинского и Венесуэльского хирургических обществ, член правления и почётный член российских, европейских, американских обществ и клубов хирургов, член всемирного клуба хирургов, член Союза писателей России (2007 г.)…
награждён орденами : Трудового Красного Знамени, «За заслуги перед Отечеством» IV степени (2006), «За честь, доблесть, созидание, милосердие»,
награждён золотыми медалями : «За доблестный труд», «За выдающийся вклад в развитие Кубани», «Герой труда Кубани»

## Семья
- отец — Оноприев Иван Андеевич (1907—1980 гг.)
- мать — Оноприева (Любичева) Мария Максимовна (1910—1998 гг.)
- жена — Ольга Сергеевна Оноприева — врач.
- сын — Александр Владимирович Оноприев (1960 г.р.) профессор-хирург, профессор, доктор медицинских наук, заведующий кафедрой эндоскопии ФПК и ППС Кубанского государственного медицинского института, заведующий отделом интраскопической хирургии Российского центра функциональной хирургической гастроэнтерологии, член Правления Общества Эндохирургии России. Специализация: Абдоминальная хирургия (органы брюшной полости)[11].
- сын — Владимир Владимирович Оноприев (1969 г.р.) — доктор медицинских наук, профессор- патофизиолог, заведующий отделом амбулаторной диагностики и лечения Российского центра функциональной хирургической гастроэнтерологии (РЦФХГ), г. Краснодар, член-корреспондент РАМТН[12].

## Открытое письмо общественности В. В. Путину в защиту проекта Оноприева В.И
Газета «Завтра» № 13 (697) от 28 марта 2007 г. опубликовала Открытое письмо российской общественности направленное в адрес В. В. Путина. В этом письме говорилось о том, что чиновники краевой администрации оказывают содействие в дискредитации Оноприева В. И. и планируют игнорировать его достижения, игнорировать его проект по созданию органосохраняющей хирургии на Кубани, а единственным их интересом является получение на баланс края 8-ми этажного здания, которое Оноприев построил на федеральные деньги под размещение Центра органосохраняющей хирургии.
Позже, в интервью газете в 2007 году Оноприев подтвердил, что добровольно ушёл с поста руководителя центра гастроэнтерологии (РЦФХГ) и планирует заниматься в наукой, также он подтвердил, что ранее у него был конфликт с Администрацией Краснодарского края и что конфликт уже исчерпан.
Однако, уже после увольнения в 2007 году, В. И. Оноприев был атакован с помощью скандальных публикаций в местных СМИ. Четыре газеты (а именно «Краснодарские известия», «Кубанские новости», «Вольная Кубань» и «Кубань сегодня»), одновременно опубликовали сведения бросающие тень на деловую репутацию Оноприева В. И., сообщая о финансовых злоупотреблениях, которые «якобы» нанесли ущерб государству на сумму 100 млн рублей и т. п..
В. И. Оноприев был вынужден обратиться в судебные инстанции, с соответствующим иском о защите чести, достоинства и деловой репутации.
После длительного судебного процесса, в 2008 году, 20 октября, Ленинский районный суд города Краснодара, своим Решением удовлетворил иск В. И. Оноприева к указанным городским и краевым газетам, а именно обязал эти газеты:
 — выплатить 200 тысяч рублей морального ущерба (по 50 тысяч каждое),
 — оплатить 45 тысяч судебных расходов,
 — напечатать опровержения.
- Даже если бы и не было вышеуказанного решения суда, к чести В. И. Оноприева, стоит указать на тот факт, что жители г. Краснодара прекрасно знают где стоит достроенное 8-ми этажное здание медицинского центра, которое он строил в течение более 10-лет (были задержки в финансировании). Очевидно, что из выделенных 80 млн.рублей, нанести ущерб на 100 млн.рублей и ещё построить такое огромное здание просто физически невозможно.

## Продолжение дела Оноприева В.И
Открытия Оноприева В. И., не пропали, они оказалось в руках подготовленных им же учеников.
Вот что пишет один из них — заведующий 4-м отделением Центра гастроэнтерологии Сиюхов Р. Ш.
 «… В. И. Оноприевым были разработаны и внедрены ряд реконструктивно-пластических операции на двенадцатиперстной кишке и желудке. Благодаря тщательной микрохирургической технике оперирования, сохраняется анатомическое и функциональное строение желудка и ДПК.
За разработку этих операций В. И. Оноприев был удостоен Государственной премии и награждён Орденом „За заслуги перед Отечеством“.
В Краснодаре данные операции выполняют ученики В. И. Оноприева. К сожалению, во многих (других) клиниках продолжают выполнять калечащую операцию резекцию желудка, нередко приводящую к инвалидности пациента.»
Вот что пишет другой его ученик — доктор медицинских наук, М. Л. Рогаль :
«Нам удалось полностью развеять миф о том, что прецизионными технологиями функциональной хирургии Оноприева не сможет владеть никто, кроме него.
Да они сложны, требуют высокого мастерства, но работая изо дня в день на хирургическом конвейере рядом с автором высоких технологий их можно постичь за 3-4 года.
10 профессорских хирургических бригад, работающих сегодня в РЦФХГ — яркое тому подтверждение».